# Le monachine
Le monachine è un film italiano del 1963 diretto da Luciano Salce.

## Trama
Dal convento di Quercianello, un piccolo paese del Lazio, due suore decidono di andare a Roma per convincere il direttore di una linea aerea a modificare la rotta degli aviojet che, sfiorando quasi il tetto del convento, con il loro assordante frastuono portano giornalmente lo scompiglio fra gli alunni e minacciano di mandare in pezzi un prezioso affresco. Le due monache, Suor Celeste e Madre Rachele accompagnate da Damiano, un orfanello, animate dalla loro candida caparbietà entrano perfino nella vita privata di Livio Bertana il direttore generale della compagnia aerea. Le due suore hanno accesso nella sua casa dove vengono ricevute da Elena, attrice e compagna del direttore. Dopo una serie di peripezie, suor Celeste e Madre Rachele vincono la loro battaglia: gli aerei saranno dirottati, mentre Damiano, l'orfanello, viene adottato da Livio e da Elena che ormai hanno deciso di legalizzare la loro unione.

## Censura
La Commissione di revisione rilasciò regolare nulla osta, senza limitazioni alla visione ai minori. 

### Prime visioni nazionali (lista parziale)
- Dal 4 settembre 1963 a Milano, presso il cinema Excelsior;
- Dal 5 settembre 1963 a Torino, presso il cinema Vittoria;
- Dal 15 settembre 1963 a Roma, presso il cinema Metropolitan.

## Critica
Grazie al loro candore e ella loro santa semplicità, le due monache non soltanto riescono nell'intento ma persino combinano un matrimonio fra il direttore della società e l'attrice che convive con lui. 

La vicenda è abbastanza prevedibile, allo stesso modo che sono scontati i guai e gli equivoci che suor Celeste e madre Rachele provocano con la loro inesperienza, eppure quella e questi dovrebbero divertire il pubblico. Con la stessa inverosimiglianza, ma con più spirito e minore cattivo gusto di analoghi film americani (tra i più noti ricordiamo Le due suore, tra i più recenti Cronache di un convento), Salce sta quasi sempre al gioco, che in verità è assai leggero e quasi evanescente, e quando s'accorge che il suo film perde rapidamente di quota, trova ancora il modo (la lunga corsa in automobile nello stile delle comiche del cinema muto) di risollevarlo. 

Con il bravo Amedeo Nazzari e la spigliata Sylva Koscina, oltre a un inedito Umberto D'Orsi, le due suore sono Catherine Spaak e Didi Perego: vedere in austeri panni monacali due attrici che solitamente interpretano ben altre parti, può anche sorprendere e imbarazzare. Ma si finisce per abituarcisi anche perché entrambe, su diversi registri, se la cavano con garbo e disinvoltura.»
(La Stampa del 6 settembre 1963)
Tanto che vien fatto di dare credito alla voce secondo cui il regista si sarebbe quì limitato a prendere il timone all'ultimo momento per condurre in porto un film da altri già iniziato e navigante in assai cattive acque. Il risultato comunque -sia vera o meno la voce- è deplorevole. Le monachine resta un film costruito sul niente, assai povero di inventiva, pieno di luoghi comuni e corredato di "gag" di dubbia comicità.

 
Una sceneggiatura infelice insomma ed una regia piatta per una storia che fa acqua da tutte le parti.

Non molto di più v'è da dire per gli interpreti, anonime macchiette in una farsa di cui ci sono sfuggiti perfino gli aspetti divertenti. Ed è sinceramente deludente che -dopo alcune prove abbastanza inconsulte nell'ambito del film comico fatto in serie- Salce abbia accettato di fare o di firmare un film così squallido.»
(Lino Miccichè su L'Avanti!- edizione romana del 15 settembre 1963)

Le monachine sono Catherine Spaak e Didi Perego, entrambe crudelmente sacrificate nella austerità dell'abito. Negli altri ruoli si destreggiano
Amedeo Nazzari, Sylva Koscina, Umberto D'Orsi, Alberto Bonucci: ai quali ultimi sono toccate in sorte due macchiette abbastanza gustose.»
(Aggeo Savioli su L'Unità del 15 settembre 1963)